# ووت اس‌بی۲یو ویندیکاتور
ووت اس‌بی۲یو ویندیکاتور (به انگلیسی: Vought SB2U Vindicator) یک هواپیمای ساختِ کارخانهٔ ووت در کشور ایالات متحده آمریکا است. نخستین استفاده‌کنندهٔ این هواپیما نیروی دریایی ایالات متحده آمریکا بوده‌است. این هواپیما برای نخستین بار در ۴ ژانویه ۱۹۳۶ میلادی مورد استفاده قرار گرفت.